# Idioma protoaustronesio
El protoaustronesio (comúnmente abreviado como pAN o pAn) es la protolengua hipotéticamente reconstruida que dio lugar a la familia de lenguas austronesias, una de las principales familias lingüísticas del mundo. Se supone que el protoaustronesio comenzó a diversificarse c. 3500-4000 a. C. en Taiwán.
También se han hecho reconstrucciones para los niveles inferiores, es decir subfamilias, de la familia austronesia, estas reconstrucciones incluyen el proto-malayo-polinesio, el proto-oceánico, o el proto-polinesio. Recientemente, lingüistas como Malcolm Ross y Andrew Pawley han construido grandes léxicos para proto-oceánico y proto-polinesio.

## Descripción lingüística

### Fonología
El protoaustronesio se ha reconstruido examinando conjuntos de correspondencias fonéticas regulares entre consonantes en las diversas lenguas austronesias, de acuerdo con el método comparativo. Aunque en teoría el resultado debería ser inequívoco, en la práctica dado el gran número de lenguas hay numerosos desacuerdos, con varios estudiosos que difieren significativamente en el número y la naturaleza de los fonemas en protoaustronesio. En el pasado, algunos desacuerdos se referían a si ciertos conjuntos de correspondencias eran reales o representaban desarrollos esporádicos en idiomas particulares. Sin embargo, para los desacuerdos actualmente restantes, los estudiosos generalmente aceptan la validez de las correspondencias, pero no están de acuerdo en la medida en que las distinciones en estos conjuntos pueden proyectarse de nuevo al protoaustronesio o representar innovaciones en conjuntos particulares de lenguas hijas.

### Reconstrucción de Blust
A continuación se presentan los fonemas protoaustronesios reconstruidos por Robert Blust, profesor de lingüística en la Universidad de Hawái en Manoa. Blust reconstruye un total de 25 consonantes, 4 vocales y 4 diptongos. Sin embargo, Blust reconoce que algunas de las consonantes reconstruidas siguen siendo controvertidas y debatidas.
Los símbolos a continuación se usan con frecuencia en palabras protoaustronesias reconstruidas:
- *C /ʦ/: africada alveolar sorda
- *c /ʧ/: africada palatal sorda
- *q /q/: oclusiva uvular
- *z /ʤ/: africada palatal sonora
- *D /ɖ/: oclusiva retrofleja sonora
- *j /ɡʲ/: oclusiva velar sonora palatalizada
- *S /s/: fricativa alveolar sorda
- *s /ʃ/: fricativa postalveolar sorda
- *N /ʎ/: aproximante lateral palatal
- *r /ɾ/: vibrante simple (alveolar)
- *R /r/: vibrante múltiple (alveolar o uvular)